# Balkanska (Bělehrad)
Balkanska (v srbské cyrilici Балканска) je ulice v srbské metropoli Bělehradu. Spojuje ulici Nemanjina u parku Gavrila Principa s Terazijskou terasou v centru města. Je nápadná především díky velkému stoupání. Délka ulice činí zhruba 700 metrů.

## Historie
Ulice leží v jedné z nejstarších částí Bělehradu. Svůj název si uchovala po celé 20. století. Ve své době představovala střed města ještě v dobách existence Osmanské říše. Nacházely se zde různé řemeslné dílny. Ulice představovala historicky nejkratší cestu od původního hlavního ndáraží (Beograd-Glavna) k centru města, resp. k Terazijím.
Historicky se zde nacházel první podnik rychlého občerstvení v srbské metropoli s názvem Leskovčanin. Bylo zde také populární kino s názvem 20. říjen, připomínající Bělehradskou operaci.

## Významné budovy a objekty
- Velvyslanectví Gabonu.
- Park Gavrila Principa